# Kaiseramazone
Die Kaiseramazone oder Sisserou (Amazona imperialis) ist eine Papageienart aus der Unterfamilie der Neuweltpapageien, die zu den bedrohtesten Amazonenarten gehört.

## Beschreibung

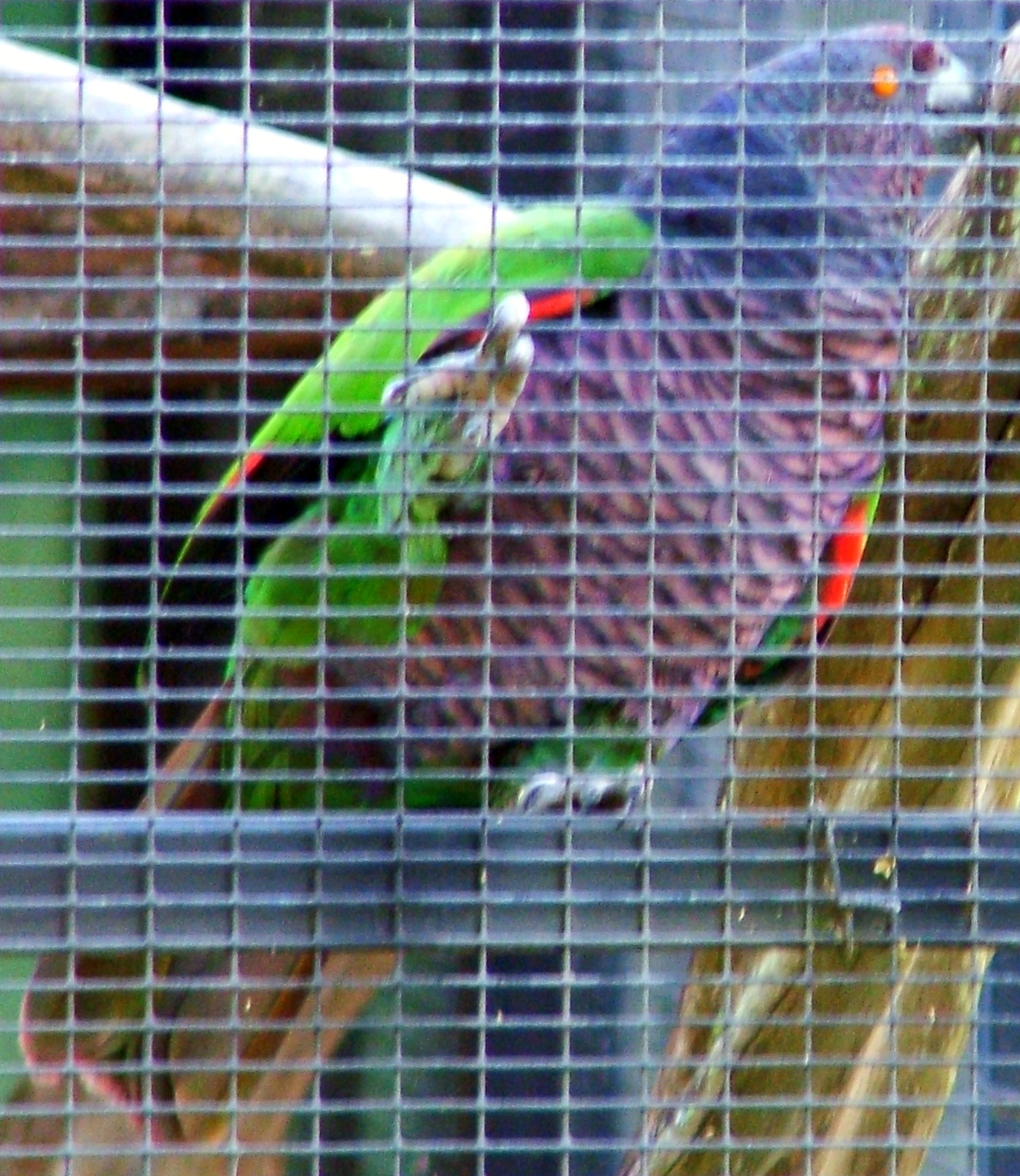
Kaiseramazone im Botanischen Garten in Roseau auf Dominica (2004)

Mit einer Körperlänge von 45 Zentimeter gilt diese Amazonenart als die größte innerhalb der Gattung. Die Grundfärbung des Gefieders ist grün, sie ist insgesamt aber sehr farbenfroh. Die Federn an Stirn, Scheitel und die Unterseite sind weinrot gefärbt mit schwarzen Säumen. An den Halsseiten und im Nacken sind die Federn dagegen dunkel violett, weisen aber gleichfalls schwarze Säume auf. Die Handschwingen sind dunkelbraun, die Schwanzfedern sind an der Oberseite dunkelrot und hellen zum Schwanzende hin etwas auf.

## Verbreitungsgebiet

Verbreitungsgebiet der Kaiseramazone (grün)

Das Verbreitungsgebiet der Kaiseramazone ist auf die Insel Dominica der Kleinen Antillen beschränkt. Sie ist der Nationalvogel des Landes und erscheint auf Flagge und Wappen des Inselstaates. Ihr Verbreitungsgebiet sind unzugängliche Bergwälder in Höhen oberhalb von 600 Metern. 

## Lebensweise
Die Vögel leben paarweise oder in kleinen Gruppen zusammen. Die Übernachtungsplätze einer Gruppe Kaiseramazonen bleiben oft über Jahre hinweg bestehen. In der Regel geht die Kaiseramazone morgens und abends der Nahrungsaufnahme nach. Während der Nahrungsaufnahme sind die Vögel sehr ruhig. Sie ernähren sich hauptsächlich von Früchten, Beeren, Samen, Knospen und Blüten. 

## Population
Großflächige Habitatzerstörungen, die zu einem Rückgang an Lebensräumen, Futterpflanzen und geeigneten Nisthöhlen führten, sowie der Fang für den Handel führten dazu, dass 1975 nur noch 150 bis 250 Kaiseramazonen lebten. Durch den Hurrikan David, der sich auch auf die Bestände von Blaukopfamazone, Puerto-Rico-Amazone und Königsamazone dramatisch auswirkte, verringerte sich der Lebensraum der Kaiseramazone 1979 nochmals deutlich. Der Bestand erreichte mit 50 Tieren in den 1980er Jahren seinen Tiefpunkt. Positiv wirkten sich dagegen auf den Bestand die Schutzmaßnahmen, das strikte Handelsverbot und eine Aufklärungskampagne unter der Bevölkerung von Dominica aus.
Die Behörden von Dominica schätzten 2019 – nach den Schäden durch den Hurrikan Maria 2017 – den Bestand dieser Amazonenart auf höchstens noch 200 Exemplare. 
Die Anzahl tatsächlich nach dem Hurrikan gesichteter Exemplare belief sich nach Auswertung der von den Behörden gelieferten Daten sowie einer im Januar 2018 durchgeführten Feldstudie dagegen nur noch auf 11.
Bei einer später durchgeführten Feldstudie hat der Biologe Fernando Gonçalves kein einziges Exemplar mehr gesehen oder gehört.
Nach wie vor problematisch ist, dass diese farbenprächtige Art im Schwarzhandel hohe Preise erzielt.